# De helse creaties
De helse creaties (Engels: The Infernal Devices) is een trilogie voor jongvolwassenen van de Amerikaanse schrijfster Cassandra Clare, behorende tot het fantasygenre.
De serie speelt zich af in hetzelfde universum als de Kronieken van de Onderwereld en is een prequel op voorgenoemde reeks maar dan in het Victoriaans tijdperk.

## Verhaal
Het jaar is 1878, het zestienjarige weesmeisje Tessa Gray woont in New York. Op zoek naar haar vermiste broer Nathaniel reist ze naar Londen waar de onderwereld bevolkt is met vampiers, heksen en andere bovennatuurlijke wezens. De Schaduwjagers, half-mens en half-engel en onzichtbaar voor de gewone mensen, bevechten deze demonen. Tessa blijkt over een zeldzame gave te beschikken, namelijk het vermogen om te transformeren, en wordt daarom belaagd door figuren uit deze onderwereld die zich haar gave willen toe-eigenen. Tessa zoekt toevlucht bij de Schaduwjagers die haar beloven te helpen haar broer terug te vinden als zij haar krachten voor hen inzet.

## Boeken in de reeks
1. Clockwork Angel (2010) Nederlands: De ijzeren engel
2. Clockwork Prince (2011) Nederlands: De ijzeren prins
3. Clockwork Princess (2013) Nederlands: De ijzeren prinses

## Ontvangst en adaptaties
De boeken werden ook uitgegeven als Engelstalige manga's, getekend door HyeKyung Baek. Het eerste deel haalde de New York Times Manga Best Seller List van 28 oktober- 3 november 2012. De boeken werden goed ontvangen met een gemiddelde score van 4,3 (uit 5) op de website Goodreads.